# Arsínoe (mitología)
En la mitología griega Arsínoe (en griego antiguo: Ἀρσινόη) o Alfesibea era una hija de Fegeo, rey de Psófide, en Arcadia. Se casó con Alcmeón cuando este acudió a la corte de su padre buscando protección frente a las erinias, que lo estaban persiguiendo por haber matado él a su propia madre: Erífile. Las erinias no dejaban de acosarlo, por lo que Alcmeón, aconsejado por el oráculo de Delfos, acudió al río Aqueloo, donde unas tierras recién formadas por un meandro estaban exentas de la maldición por su matricidio. Allí se casó de nuevo con Calírroe, la hija de Aqueloo, y tuvo con ella dos hijos.
Pasado algún tiempo Calírroe, que temía por su belleza, pidió a su marido el collar y la túnica de Erífile, que Alcmeón había regalado a Arsínoe, negándole el lecho hasta que no se las entregara. Así que Alcmeón volvió a Psófide y convenció al padre de Arsínoe, Fegeo, de que le diera el collar y la túnica diciéndole que los iba a entregar al oráculo de Delfos para librarse así de las erinias. Pero luego Fegeo se enteró del engaño y ordenó a sus hijos que mataran a Alcmeón cuando este saliera del palacio.
Arsínoe, sin embargo, reprochó a sus hermanos su acción y estos la encerraron en un arca y la llevaron a la ciudad de Tegea, donde la dieron como esclava a Agapénor.
Al enterarse Calírroe de la muerte de Alcmeón solicitó a Zeus que hiciera madurar a sus hijos para que pudieran vengar la muerte de su padre, y una vez concedido este deseo, estos dieron muerte a los hijos de Arsínoe, que estaban alojados en Tegea de camino a Delfos con intención de consagrar el collar y el peplo de Erífile. A continuación, los hijos de Calírroe fueron hasta Psófide y mataron también a Fegeo.